# Ituzaingó (kommunhuvudort)
Ituzaingó är en kommunhuvudort i Argentina.   Den ligger i provinsen Corrientes, i den nordöstra delen av landet, 800 km norr om huvudstaden Buenos Aires. Ituzaingó ligger 78 meter över havet och antalet invånare är 21 610.
Terrängen runt Ituzaingó är mycket platt. Det finns inga andra samhällen i närheten.
Trakten runt Ituzaingó består huvudsakligen av våtmarker. Runt Ituzaingó är det mycket glesbefolkat, med 3 invånare per kvadratkilometer.